# Hippeastrum brasilianum
Hippeastrum brasilianum là một loài thực vật có hoa trong họ Amaryllidaceae. Loài này được (Traub & J.L.Doran) Dutilh mô tả khoa học đầu tiên năm 1997.